# 7132 Казуллі
7132 Казуллі (7132 Casulli) — астероїд головного поясу, відкритий 17 вересня 1993 року.
Тіссеранів параметр щодо Юпітера — 3,549.